# Boo
Boo (произнася се Буу) е статично типизиран, обектно ориентиран език за програмиране със синтаксис, повлиян от Python, и фокус върху разширяемостта на езика и компилатора. Езикът е разработен за .NET фреймуъркa и има и Mono реализация. Компилаторите са безплатни и са под лиценз в духа на BSD/MIT лицензите. Синтаксисът и компилаторът се поддържат от безплатната среда за програмиране SharpDevelop.

## Характеристики
- обектно ориентиран
- анонимни функции и затваряния
- подразбиране на типа
- мултиметоди
- макроси
- Пълна съвместимост с .NET езиците и съответно всички техни библиотеки, автоматичното управление на паметта, CLI и др.

## Примерен код

### Hello world
```
print
 
"Hello, world!"

```

### Генериране начисла на Фибоначи
```
def
 
fib
():

    
a
,
 
b
 
=
 
0
L
,
 
1
L
       
#'L'-овете означават че литералите се интерпретират като 64 битови

    
while
 
true
:

        
yield
 
b

        
a
,
 
b
 
=
 
b
,
 
a
 
+
 
b

# Отпечатваме първите 5 числа от редицата:

for
 
index
 
as
 
int
,
 
element
 
in
 
zip
(
range
(
5
),
 
fib
()):

    
print
(
"${index+1}: $
{element}
"
)

```